# Jimmy Pinchak
Jimmy „Jax“ Justin Pinchak (* 16. Februar 1996 in Point Pleasant, New Jersey) ist ein US-amerikanischer Schauspieler und Sänger. Bekanntheit erlangte er vor allem durch seine Rollen als Mark in Let Me In und als Peter Wiggin in Ender’s Game – Das große Spiel.

## Leben
Jimmy Pinchak wurde als James Justin Pinchak in Point Pleasant im US-Bundesstaat New Jersey geboren. Er spielte eine der Hauptrollen in All I want for Christmas und kleinere Rollen in Hostage – Entführt und Meteor. Es folgten weitere kleinere Rollen in verschiedenen Produktionen.

## Filmografie (Auswahl)
- 2002: Providence (Fernsehserie 5x01)
- 2002–2003: Family Affair (Fernsehserie, 14 Episoden)
- 2003: CSI: Vegas (CSI: Crime Scene Investigation, Fernsehserie, Episode 3x23)
- 2004: Der Polarexpress (The Polar Express)
- 2005: Over There – Kommando Irak (Over There, Fernsehserie, 7 Episoden)
- 2005: Hostage – Entführt (Hostage)
- 2007: All I want for Christmas (Fernsehfilm)
- 2009: Meteoriten – Apokalypse aus dem All (Meteor, Fernsehzweiteiler)
- 2010: Let Me In
- 2010–2011: Men of a Certain Age (Fernsehserie, 4 Episoden)
- 2011: Navy CIS (NCIS, Fernsehserie, Episode 8x17)
- 2013: Ender’s Game – Das große Spiel (Ender’s Game)